# اژدر واروناسترا
واروناسترا یک اژدر سنگین است که توسط آزمایشگاه علوم و فناوری نیروی دریایی هند ساخته شده‌است. نام این اسلحه مربوط به خدای هندوها است.
این اژدر در تاریخ ۲۶ ژوئن ۲۰۱۶ برای نخستین بار از روی کشتی پرتاب شد و در مراسم معارفه و تحویل آن وزیر دفاع هند گفت:هند خواهان صادرات این اژدر به کشورهای همسایه است.

## طراحی
این اژدر توسط یک پیشرانه الکتریکی با چندین باتری ۲۵۰ کیلووات بر روی اکسید نقره (AgOZn) نیرو می‌گیرد. این اژدر می‌تواند به سرعت بیش از ۴۰ گره یا ۷۶ کیلومتر بر ساعت دست یابد .واروناسترا ۱٫۵ تن وزن دارد و می‌تواند یک کلاهک ۲۵۰ کیلوگرم (۵۵۰ پوند) را حمل کند.

## کاربران
هند

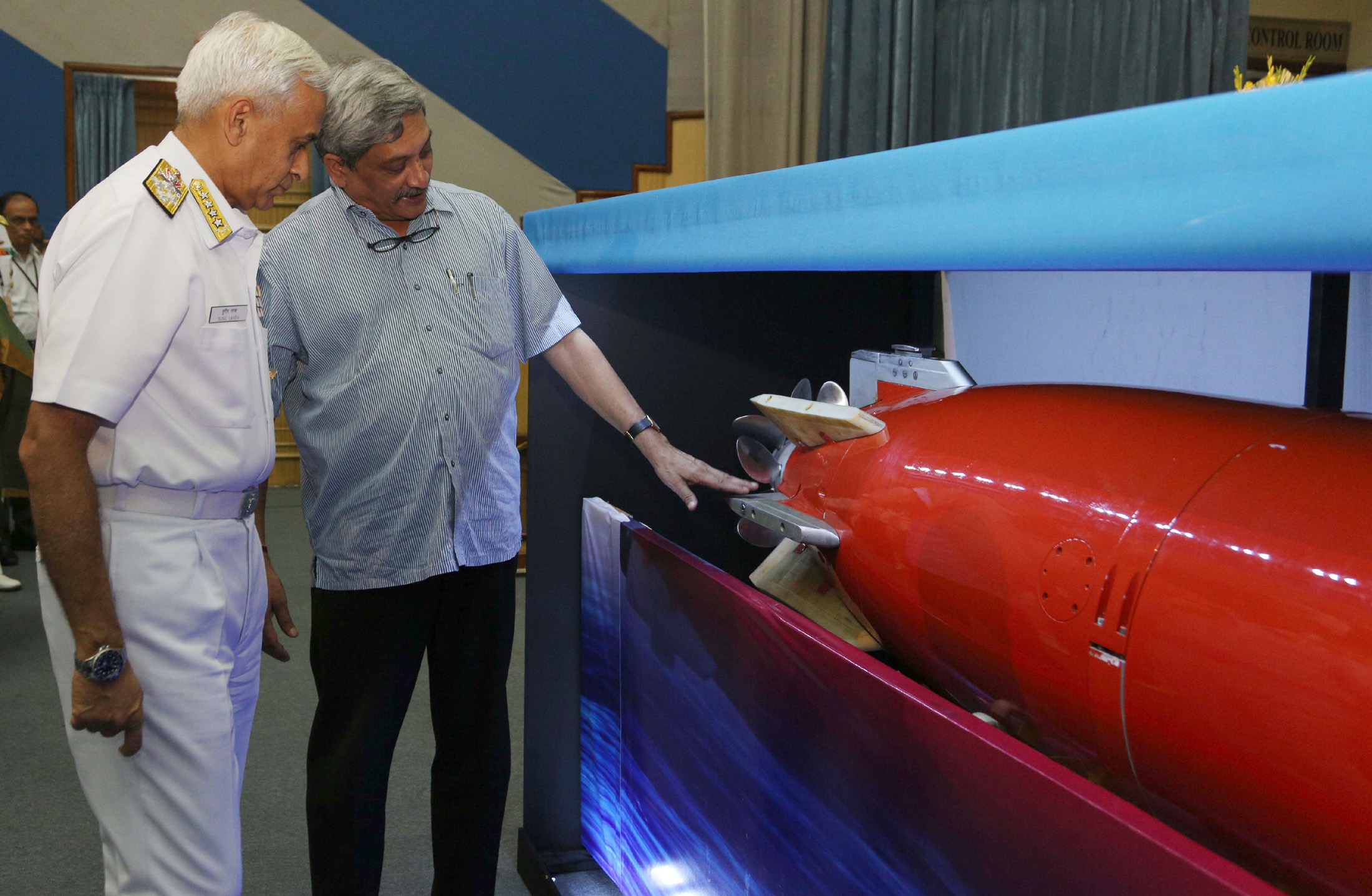
دریاسالار سونیل لانبا و منوهار پاریکار در حال تماشای واروناسترا، در مراسم تحویل آن به نیروی دریایی هند.

- نیروی دریایی هند - تمام کشتی‌های جنگی ضد زیردریایی آینده ساخت هند قادر به شلیک واروناسترا خواهند بود. ۷۳ اژدر در سال ۲۰۱۶ سفارش داده شد. دسته دیگری به تعداد ۶۳ اژدر در سال ۲۰۱۸ سفارش داده شد. این اژدر قرار است از روی کشتی‌های زیر پرتاب شود:
  - ناوشکن کلاس دهلی
  - ناوشکن کلاس کلکته
  - ناوشکن کلاس راجپوت
  - کوروت کلاس کامورتا
  - ناوچه کلاس تالوار

### کاربران احتمالی
- ویتنام :در سال ۲۰۱۶ هند پیشنهاد ساخت این اژدر و نسخه بعدی آن را به ویتنام پیشنهاد داد.